# Jorge Eduardo Wright
Jorge Eduardo Wright (Buenos Aires, 20 de abril de 1922 - 4 de enero de 2005) fue un micólogo argentino.

## Biografía
Aborigen de Buenos Aires, hizo su educación media en el Colegio Nacional de Buenos Aires. En 1949, se graduó en la Universidad de Buenos Aires. Fue galardonado con una beca Guggenheim, estudiando con Alexander H. Smith en la Universidad de Míchigan, donde recibió su M.Sc. en botánica en 1955. Un año más tarde, obtuvo el doctorado por la Universidad de Buenos Aires, con una tesis basada en su estudio sobre los Gasteromycetes y otros Basidiomycetes. En 1960, fue profesor titular en botánica sistemática, hasta su retiro en 1988. Publicó más de 120 artículos científicos y varios libros.

## Algunas publicaciones
- b.e. Lechner, j.e. Wright, e.o. Albertó. 2005. The genus Pleurotus in Argentina: mating tests. Sydowia 57 ( 2) : 233 - 245. ISSN 0082598
- e.o. Albertó, b.e Lechner, j.e. Wright. 2004. The genus Pleurotus in Argentina. Mycologia 96 ( 4 ): 849 - 857

### Libros
- jorge e. Wright, edgardo Albertó. 2006. Guía de los hongos de la región Pampeana, vol. 2. Ed. L.O.L.A. 410 pp. ISBN 950-9725-59-5, ISBN 789509725591

## Reconocimientos
- Académico de Número de la Academia Nacional de Ciencias Exactas y Naturales de Argentina

## Eponimia en fungi
Género
- Wrightoporia Pouzar, 1966

Especies
- Agaricus wrightii e.Valenz., Heinem. & Esteve-Rav., 1997
- Amylosporus wrightii Rajchenb. 1983
- Cheiromyces wrightii Mengasc., Cabello & Aramb. 1987
- Diatrype wrightii Carmarán & lar.n.Vassiljeva, 2009
- Hyphodontia wrightii Hjortstam & Ryvarden, 1986 Palifer wrightii (Hjortstam & Ryvarden) Hjortstam & Ryvarden, 2007
- Melanoleuca wrightii Raithelh. 1971
- Russula wrightii Raithelh. 1977